# خورشیدگرفتگی ۱۳ ژوئن ۲۰۹۴
خورشیدگرفتگی ۱۳ ژوئن ۲۰۹۴ (به انگلیسی: Solar eclipse of June 13, 2094) یک خورشیدگرفتگی از نوع خورشیدگرفتگی جزئی است. این خورشیدگرفتگی در تاریخ ۱۳ ژوئن ۲۰۹۴ میلادی (‎۲۴ خرداد ۱۴۷۳ خورشیدی) روی خواهد داد که زمان اوج آن، ساعت ۰:۲۲:۱۱ به‌وقت ساعت هماهنگ جهانی است.